# Le Dit du Genji
Genji monogatari
Le Dit du Genji (源氏物語, Genji monogatari, ou Conte du Genji, ou Roman de Genji) est une œuvre considérée comme majeure de la littérature japonaise du XIe siècle, attribuée à Murasaki Shikibu. Comme avec la plupart des ouvrages de l'époque de Heian, le Dit du Genji a probablement été écrit principalement (ou peut-être entièrement) en caractères kana (écriture phonétique japonaise) et non en caractères chinois, car il a été écrit par une femme pour un public féminin.

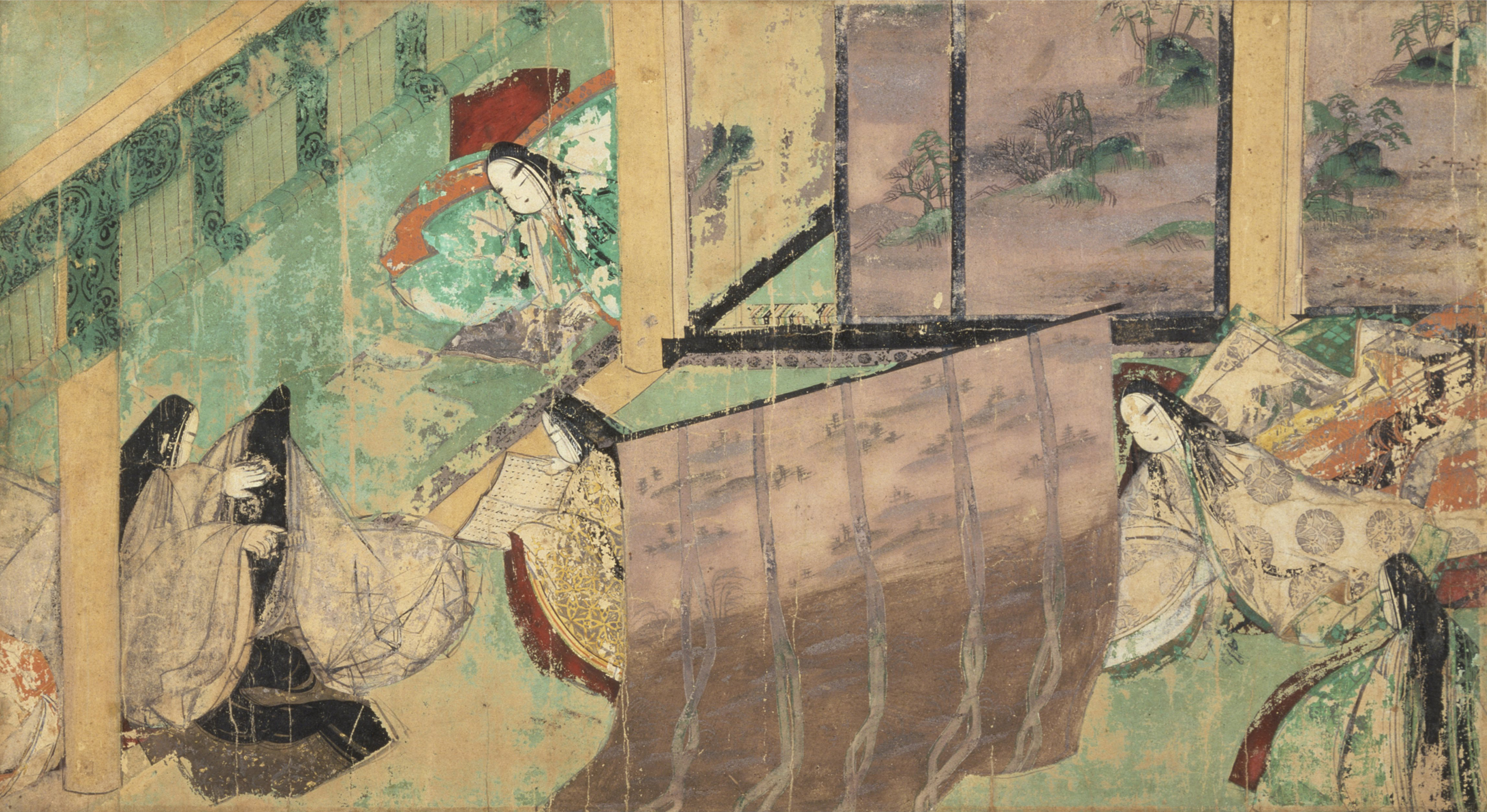
Détail d'un des rouleaux illustrés du Dit du Genji. Écrit au XIe siècle par Murasaki Shikibu. Peint vers 1130. H. 21 cm

L'intrigue du livre se déroule pendant l'époque de Heian (en Europe, cette période correspond aux règnes des Carolingiens, des premiers Capétiens et premiers Ottoniens). Le Genji est un fils d'empereur qui ne peut prétendre au trône. Il est donc à l'origine (源, gen) d'une nouvelle branche (氏, ji) impériale.
Le Dit du Genji, qui se présente comme un récit véridique (物語, monogatari), raconte la vie d'un de ces princes impériaux, d'une beauté extraordinaire, poète accompli et charmeur de femmes.
Il s'agit pour beaucoup du premier roman psychologique du monde. Le caractère intemporel des relations humaines y est pour beaucoup et, si les us et coutumes de la cour peuvent nous être étrangers, les vicissitudes que rencontrent les personnages sont bien plus familières. Par bien des aspects, l'œuvre est une critique incisive et complète des mœurs décadentes de la cour de Heian, mais avec un regard intérieur, intime car, après tout, l'autrice est elle-même une membre de la cour. Si on prend en compte la date de l'œuvre, les sujets abordés sont très en avance sur leur temps. Il y a là la femme bafouée, le mari jaloux, la courtisane, le séducteur impénitent, la fascination du pouvoir, les différentes classes sociales, l'argent.
Une des difficultés majeures de lecture réside dans le fait que les personnages (plus de deux cents) sont presque tous nommés uniquement par leur titre dans la cour impériale. L'histoire durant plusieurs dizaines d'années, les protagonistes évoluent et donc changent de titre. Les lecteurs et les traducteurs contemporains utilisent divers sobriquets pour suivre les nombreux personnages du roman.

## Contexte historique
Le Dit du Genji a plus de 1000 ans, la date officielle de célébration du millénaire du Genji ayant été fixée à l'an 2008. On put voir cette année-là plusieurs adaptations scéniques de ce classique de la littérature, dont le fameux chapitre de « La Fleur de safran ».

### Les religions
Le Japon connaît deux principaux cultes : le shintoïsme et le bouddhisme, ce dernier étant à l'époque du Genji implanté sur l'archipel depuis quatre siècles environ. Ces cultes se sont souvent influencés et ne s'excluent pas mutuellement.
On retrouve évidemment ce mélange dans l'œuvre avec des références culturelles omniprésentes qui pourront parfois surprendre le lecteur moderne. Par exemple, les deux principaux tabous du culte shintoïste sont la naissance et la mort, ce qui expliquera que Genji se dise souillé lorsqu'une de ses amantes meurt chez lui. De même, les esprits sont des créatures courantes dans les croyances de l'époque et personne ne s'étonnera dès lors qu'il fasse procéder à des rites de purification dès que sa femme tombe malade. L'autrice elle-même explique la mort du Genji par la malveillance d'un personnage.
Les fréquents voyages que le Genji fait dans les monastères ou les sutras prononcés contre les mauvaises influences sont des utilisations magiques de traditions bouddhiques, bien implantées au Japon, en particulier grâce au prince Shōtoku.

### La Chine
À l'époque du roman, ce sont les Song qui sont les maîtres de la Chine. Toutefois, le rayonnement culturel de leurs prédécesseurs, les Tang a débordé sur les pays alentour, dont le Japon où leur littérature est bien connue et leur langue pratiquée à la cour. Les Chinois sont même nommés « Hommes de Kara » (唐人, karabito, où 唐 est le caractère kara qui désigne les Tang) dans le roman. C'est la même chose pour le terme de Morokoshi (ja) qui désigne la Chine.

### La Corée
Bien sûr moins présente que la Chine, la Corée est néanmoins représentée. Elle est désignée par « pays de Koma » dans le livre.

### Les relations à la cour
Cette œuvre est l'occasion de plonger au cœur de la vie à la cour impériale, des us et coutumes qui ponctuent la vie très normée des aristocrates.

## Arts
Le Dit du Genji est souvent qualifié de roman psychologique. Il est aussi un recueil précieux des différents arts qui ponctuaient la vie à la cour tant ces derniers faisaient partie intégrante du protocole et des réceptions.

### Poèmes
Le récit est traversé d'environ 800 poèmes japonais, waka (和歌), dont le sens pour un lecteur non averti peut être difficile à saisir. Ces poèmes sont très nombreux parce que les manières de l'ère Heian interdisaient qu'on s'exprimât d'une façon directe, car c'eût été trop familier et franc (omote et ura). Les poèmes offraient une manière (entre autres) de s'exprimer en termes indirects, tout en montrant la culture de l'interlocuteur. Par conséquent, les personnages s'expriment souvent en citant des poèmes qui étaient très connus à l'époque. Les dames du roman héritent bien souvent de surnoms tirés de ces poèmes.

### Calligraphie
La calligraphie et ses différents styles est également un élément culturel fondamental et le Genji semble même l'utiliser pour évaluer la qualité d'une personne féminine. Élevée au Japon en art majeur, la calligraphie était indispensable aux gens de la cour. On remarque que les caractères chinois n'étaient pas si prisés et qu'il était fort bien vu d'user des caractères féminins, les kanas. Une calligraphie leur est d'ailleurs dédiée.
La calligraphie est d'autant plus importante que les échanges entre les personnages, en particulier entre les hommes et les femmes, sont basés sur l'échange de lettres qui ponctuent les relations interpersonnelles. En effet, selon la coutume de la cour, les femmes de l'aristocratie devaient rester cachées à l'intérieur de leur résidence, ne jamais se montrer aux regards masculins sous peine de paraître des femmes légères. Elles restaient ainsi cachées toute leur vie et rares étaient les occasions où elles pouvaient sortir de leur demeure. Elles devaient rester invisibles y compris des jardins de leur demeure dans l'hypothèse où un homme en visite se serait trouvé dans leur jardin. Des stores les cachaient en permanence de la vue extérieure. Et lorsqu'un membre de la famille venait en visite, cela s'appliquait également entre frères et sœurs ; c'est cachés derrière une tenture que la discussion avait lieu.
L'échange de lettres était donc un des moyens principaux de communication. Ces lettres étaient souvent remises par l'intermédiaire des serviteurs, des dames d'atour. Ces lettres faisaient l'objet d'un choix précis quant au papier : texture, couleur — tout était soigneusement réfléchi en fonction du message que l'on avait à transmettre. Il était de bon ton de toujours répondre et très mal vu de ne pas le faire. Lorsque la destinataire ne souhaitait pas répondre directement, c'est une de ses dames de confiance qui rédigeait la réponse à sa place.
Une fois écrite, la lettre était très souvent attachée à un végétal, dont le choix était également lié au type de message que l'on souhaitait faire passer.

### Musique
C'est le passe-temps de beaucoup de membres de la cour, tous ou presque jouent d'un instrument. Le koto (cithare japonaise) et le shamisen (luth japonais) sont omniprésents. Une bonne partie du roman décrit des concerts de musique et relate le plaisir qu'ils apportent.

### Peinture
La peinture est également un autre art majeur de la cour, et même si tous ne la pratiquent pas, chacun a une bonne connaissance des styles et un concours de peinture est même organisé où le Troisième Empereur, très versé dans cet art, joue le rôle d'arbitre. Et chacun de produire les tableaux qu'il conserve chez lui.

### Vêtements
Se vêtir paraît être un passe-temps des plus éminents à la cour de Heian. Le Genji choisit toujours ses tenues avec soin et la concordance des couleurs ainsi que la qualité des tissus est primordiale.
La culture japonaise est très liée aux passages des saisons. La couleur des vêtements s'accorde ainsi à la nature : blanche pour l'hiver, très colorée pour l'été, brun pour l'automne.
Le statut social des personnages influe sur le choix des vêtements : vert pâle pour un jeune aristocrate devant faire ses preuves à la cour.

### Parfums
Les nobles d'alors se parfumaient beaucoup. Ils parfumaient les pièces et les vêtements bien sûr, mais également les objets comme les lettres. Les parfums étaient souvent des parfums à brûler, se rapprochant de l'encens.
Il était à l'époque impératif pour un ou une aristocrate de maîtriser la confection des parfums, chaque personne détenant les recettes nécessaires à la confection du parfum le plus adapté à la cérémonie visée. Chaque recette normée et transmise de génération en génération faisait partie de la culture impérative à détenir. Une éducation était incomplète sans cette capacité à confectionner un parfum.
Le Dit du Genji est l'occasion d'un témoignage de concours de parfum où chacun rivalise afin de produire le parfum le plus adapté.

## Personnages

Généalogie du Dit du Genji

On notera qu'aucun des personnages principaux du Dit du Genji n'est cité par son nom propre. En effet, à l'époque Heian, on se référait aux gens de la cour par leur titre, l'usage du nom étant considéré comme grossier. On s'amusera de voir quels sont les personnages cités par leur nom dans le roman, souvent des servants. Le nombre de personnages et leur parenté complexe font de ce roman une œuvre délicate à suivre où la moindre promotion va changer le nom d'un protagoniste. Il y aurait plus de deux cents protagonistes dans le roman.
- Le Genji (光源氏, Hikaru genji?, littéralement « genji radieux »). Le héros du roman. Homme de goût reconnu unanimement par toute la cour, il use de son charme pour séduire toutes les jolies femmes de la cour. Même si, par la suite, ses conquêtes s'espacent un peu du fait de l'âge, il reste un séducteur dans l'âme. Il atteint sous le règne de son fils illégitime le titre de Grand Ministre et dirige l'empire. Titres : Commandant, Général, Grand Conseiller, Ministre du dedans, Grand Ministre.
- L'Empereur (桐壺帝, Kiritsubo tei?, littéralement « Empereur du pot aux paulownias »), qui règne au début du roman, est le père du Genji. Il se retire pour laisser régner son fils, le frère du Genji.
- La Dame du clos aux paulownias (桐壺更衣, Kiritsubo kōi?, littéralement « dame de cour du pot aux paulownias »). C'est la mère du Genji que l'empereur a aimée passionnément. Sans appuis à la cour, elle ne pourra assurer à son fils une position sûre, aussi lui octroyer le titre de Genji lui évitera bien des intrigues. Elle n'a pas d'autres enfants que le Genji.
- La Dame du clos aux glycines (藤壺中宮, Fujitsubo chūgū?, littéralement « épouse seconde du pot aux glycines »). C'est une princesse de haut rang dont l'empereur s'éprend lorsque la Dame du clos aux paulownias s'éteint. Elle ressemble de façon troublante à cette dernière. Le Genji va nourrir toute sa vie une passion coupable pour cette dame et même lui faire un enfant. Rongée par le remords, elle se retirera du monde après la mort de l'empereur.
- Dame Aoi (葵の上, Aoi no ue?, littéralement « Dame du malvaceae »). Il s'agit de la première épouse du Genji. Elle est la fille du Ministre de la gauche et un peu plus âgée que le Genji. C'est une nièce de l'Empereur par sa mère et, surtout, elle est la sœur du Commandant chef du secrétariat. Elle mourra peu de temps après avoir mis au monde l'enfant du Genji, hantée par un esprit maléfique.
- Le Commandant chef du secrétariat (頭中将 / 内大臣, Tō no chūjō / Nai daijin?, littéralement « Chef lieutenant général » / « Seigneur gardien des sceaux »). C'est le frère de Dame Aoi, l'épouse du Genji et l'ami de ce dernier. Promu progressivement jusqu'aux plus hautes sphères de l'État, parallèlement au seigneur Genji, il sera son éternel rival lors de ses conquêtes amoureuses puis, à la cour, où chacun essaiera d'éclipser l'autre par l'influence. C'est lui qui dirige l'empire dans les faits durant une bonne partie du roman. Titres : Moyen Conseiller Surnuméraire, Grand Conseiller, Général de la droite, Ministre du dedans, Grand Ministre.
- La Dame de la Sixième Avenue (六条御息所, Rokujō no miyasudokoro?, littéralement « lieu honorable de la sixième avenue »). C'est l'épouse du frère aîné de l'Empereur du clos aux paulownias, qui est décédé avant le début du roman. L'Empereur veille particulièrement sur elle en mémoire de son frère défunt. Amante du Genji, sa jalousie envers la femme de ce dernier, Dame Aoi, sera responsable de la malédiction causant la mort de cette dernière par la hantise d'un esprit mauvais créé de son ressentiment.
- Dame Murasaki (紫の上, Murasakinoue?, littéralement « Dame du grémil »), souvent référée par « Dame de la Deuxième Avenue » au début, ou « Dame de céans » dans le livre. Il s'agit de la nièce de la Dame du clos aux glycines que le Genji va rencontrer par hasard dans un monastère où son père, Ministre délégué aux affaires militaires, ne s'occupe guère d'elle. Elle est encore très jeune mais, lorsque sa grand-mère meurt, il la fait enlever et la loge chez lui, dans sa résidence de la Deuxième Avenue afin d'entreprendre son éducation dans le but d'en faire une épouse idéale et du meilleur goût. Le personnage a une telle présence dans l'œuvre que l'auteur reçoit de la part de la cour de l'époque le nom de dame Murasaki comme pseudonyme. C'est un des tout premiers personnages, sinon le plus important du roman. Bien qu'en apparence, elle accepte quasiment tous les écarts de conduite du Genji, elle lui reproche souvent sa légèreté et son inconstance. Lui s'appuie sur elle en toute occasion et la place devant toutes les autres femmes pour toutes ses qualités.
- Le Second Empereur (朱雀帝, Suzaku tei?, littéralement « Empereur Suzaku »). Demi-frère du Genji, il admire son jeune frère et le protège, même lorsque sa mère, la Dame du Kokiden, essaie de l'évincer en permanence. Cette dernière obtient finalement gain de cause lorsque le Genji séduit une de ses maîtresses, ce qui lui vaudra l'exil. Lorsque le Genji revient, le Second Empereur le rétablit dans les plus hautes fonctions et finit par se retirer dans la montagne, en laissant le trône au fils illégitime du Genji. À la fin de sa vie, l'Empereur est pris d'inquiétude concernant le sort de sa fille préférée, la Princesse Troisième, et va arranger son mariage avec le Genji.
- Le Troisième Empereur (冷泉帝, Reizei tei?, littéralement « Empereur Reizei »). Fils illégitime du Genji conçu avec la Dame du clos aux glycines, il est désigné héritier du trône par son père putatif, l'empereur Kiritsubo. Sa ressemblance avec son père véritable est frappante. Pris de nombreux doutes quant à sa véritable ascendance, il finit par apprendre la vérité par un moine confident de sa mère. Il s'en ouvre alors à son père et lui propose même le trône. Ce dernier refuse l'honneur mais gagne dès lors énormément en influence.
- La Belle du matin (朝顔, Asagao?, littéralement « visage du matin », le nom désigne également les ipomées dont les fleurs s'ouvrent le matin). Elle est la fille du Prince directeur aux rites du début du roman et est une obsession pour le Genji car c'est la seule qui se soit toujours refusée à lui. Elle devient la deuxième prêtresse de Kamo.
- La Belle du soir (夕顔, Yūgao?, littéralement « visage du soir », mais le terme désigne aussi la courge-bouteille dont les fleurs s'ouvrent au crépuscule). Il s'agit d'une ancienne maîtresse du Commandant chef du secrétariat, que le Genji séduit et qui meurt accidentellement dans sa demeure. Elle a une fille, qui sera recueillie par le Genji plus tard.
- La Fleur dont se cueille la pointe (末摘花, Suetsumuhana?, c'est l'ancien nom de la carthame des teinturiers). Elle est fille du gouverneur d'Hitachi. Le nom de ce personnage est une double allusion : à la fleur éponyme, mais c'est également un subtil jeu de mots car en japonais les mots « nez » et « fleur » se prononcent de la même façon: hana, les caractères étant toutefois différents. En effet, la Dame, fille du gouverneur d'Hitachi a un long nez que le Genji aperçoit un matin d'hiver dans toute son horreur : il est long et rouge. Le Genji usera d'ailleurs plusieurs fois de cette ressemblance pour glisser quelques allusions désobligeantes. Dame aux habitudes un peu désuètes, elle ne brille pas par sa poésie et fait montre de goûts surannés, mais est dotée d'une grande dignité et d'une admiration sans bornes pour le Genji et ce sont sans doute ces qualités humaines que ce dernier Genji affectionne mais sans toutefois se départir d'une certaine cruauté à son endroit.
- La Dame d'Akashi (明石の上, Akashinoue?). Fille d'un prêtre d'Akashi et d'une dame noble. Étant de modeste extraction, elle n'a pas vraiment sa place à la cour. La fille qu'elle a eue avec le Genji risque de ne pouvoir accéder à un haut rang du fait cette illégitimité, aussi cette dame consent, après de longs mois, à confier sa fille à Dame Murasaki, afin que la petite soit élevée dans la demeure du Genji. Lorsque l'enfant aura grandi, sa mère sera également installée dans la résidence et verra sa fille plus souvent. Quand cette dernière, élevée au rang d'épouse impériale, s'installe au palais, la Dame d'Akashi se rapprochera encore plus de sa fille et sera finalement acceptée par tous. Elle sait rester à sa place et sa grande humilité affichée affermit sa position à la cour.
- La Dame du séjour où fleurs au vent se dispersent (花散里の上?). C'est une dame plus âgée tenue en haute estime par le Genji. Sœur d'une épouse impériale de son père, elle sera passagèrement l'amante du Genji et il finira par l'installer dans sa résidence de la Sixième Avenue. Cette dame a une relation particulière avec lui et il existe une grande tendresse entre eux, même s'il « ne l'étreint plus comme avant ». Il a une grande confiance en elle et lui confie un temps l'éducation de son fils. Pour ce qui est de son habillement et de ses sens artistiques, « elle ne fait guère d'ombre à la Fleur dont se cueille la pointe ».
- Le Seigneur fils du Genji (夕霧, Yūgiri?, littéralement « brume du soir »). Fils du Genji et de Dame Aoi, qui meurt peu de temps après sa naissance. Il est élevé par sa grand-mère, la Grande Princesse. Il va prendre au fur et à mesure du roman la toute première place car il est appelé aux plus hautes fonctions à la cour. Il est l'ami d'enfance du fils du Commandant chef du secrétariat, et il est amoureux depuis l'enfance d'une sœur de ce dernier. Brillant, beau sans éclipser son père, il a beaucoup de succès avec les femmes. Son père le tient en permanence à l'écart de Dame Murasaki car il craint sa concurrence et, en effet, ne l'apercevant que furtivement, il est subjugué. Son parcours politique à la cour est fulgurant, il est aidé par son père et porté par ses qualités. Titres : Chambellan, Commandant, Conseiller, Moyen Conseiller Surnuméraire, Général de la droite, Grand Conseiller, Général de la gauche.
- La Petite Demoiselle fille du Genji et de la Dame d'Akashi.
- La Demoiselle fille du Commandant chef du secrétariat (玉鬘, Tamakazura?, littéralement « parure précieuse »), recueillie par le seigneur Genji. Elle se marie avec le Général de la droite.
- La Demoiselle fille du Commandant chef du secrétariat, amie d'enfance de Yūgiri qui se marie avec elle.
- Le Fils du Commandant chef du secrétariat (柏木, Kashiwagi?, littéralement « chêne »), ami d'enfance de Yūgiri, il tombe amoureux de la femme du Genji, la Princesse Troisième et la fréquente dans le plus grand secret. Un enfant naîtra de cette union : Kaoru. Il meurt avant la naissance de son enfant d'un mal qui l'affaiblit progressivement. Le Genji, au fait du comportement du jeune homme, attribue son mal à la culpabilité qui le ronge.
- La Prêtresse d'Ise. Fille de la Dame de la Sixième Avenue, elle a éconduit le Genji après que ce dernier se fut désintéressé de sa mère. Elle devient Impératrice en se mariant avec le fils du Genji.
- La Dame du Kokiden.
- La Régente du service intérieur.
- Le Général de la droite.
- Les serviteurs. Tout ce beau monde a une armée de serviteurs autour de lui. On oublie souvent leur présence mais ils sont indispensables à tout le quotidien. Il y a les Myōbu (命婦).[précision nécessaire]

## Lieux
Heian, l'ancienne capitale (aujourd'hui Kyōto), était organisée autour du palais impérial, depuis la Première Avenue, qui passait au nord du palais, situé entre la Première et la Deuxième Avenue, jusqu'à la Neuvième Avenue, au sud de la ville.

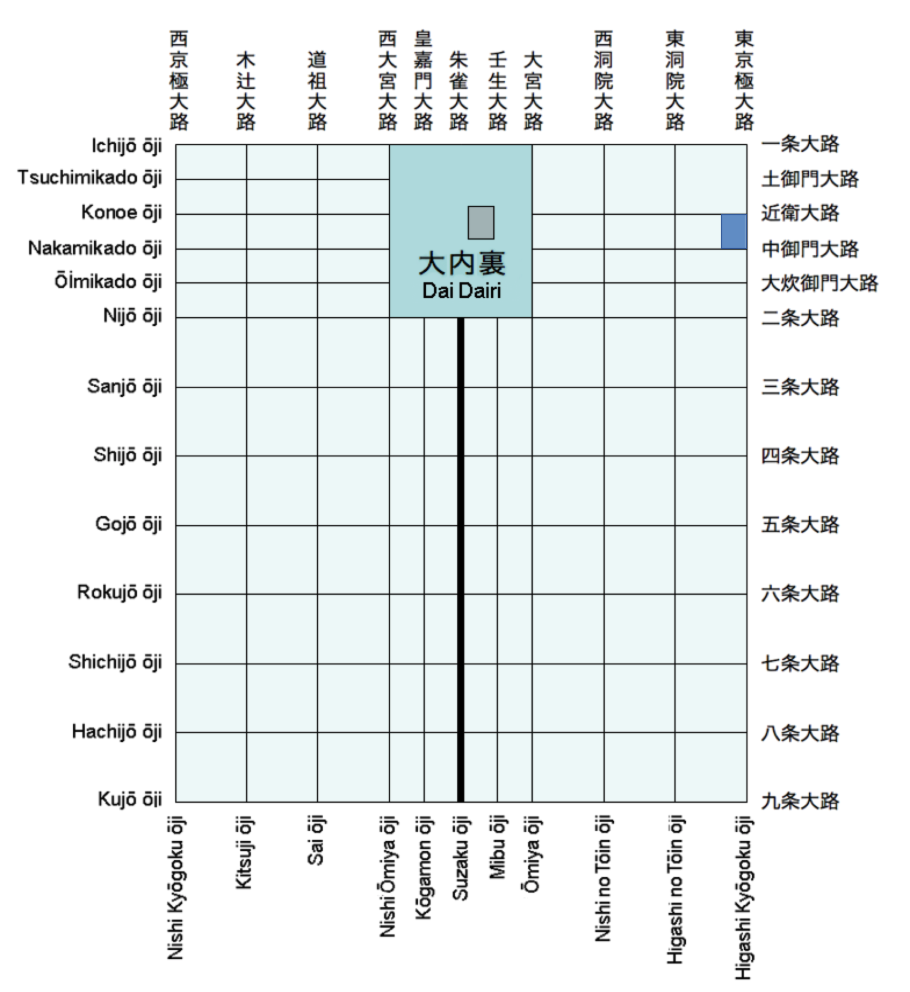
Carte de Heian-Kyô montrant l'emplacement du palais.

### Résidence de la Deuxième Avenue
C'est la première résidence du Genji, chez son beau-père le Ministre de la Gauche

### Résidence de la Sixième Avenue
Lorsque le Genji commence à avoir un poste à la mesure de ses ambitions, il se fait construire une nouvelle résidence sur la Sixième Avenue. Il la crée suivant quatre directions, avec un jardin associé à chaque saison. Il y loge notamment ses dames les plus proches. Puisqu'une des ailes de la résidence est constituée de l'ancienne résidence de la Dame de la Sixième Avenue, cette aile revient naturellement à sa fille, l'Impératrice, qui y a grandi.
| Aile nord-ouest L'hiver. Dame d'Akashi                                          | Aile nord-est L'été. Dame du Séjour où fleurs au vent se dispersent              |
| Aile sud-ouest L'Automne. L'Impératrice, fille de la Dame de la Sixième Avenue. | Aile sud-est Le printemps. Dame de céans, là où réside le plus souvent le Genji. |

## Composition
Le Dit du Genji se compose de 54 livres. Chaque livre s'appelle jō (帖) :
Partie 1
- 1 Kiritsubo (桐壺, きりつぼ) Le Clos aux paulownias.
- 2 Hahakigi (帚木, ははきぎ) L'Arbre balai.
- 3 Utsusemi (空蝉, うつせみ) La Mue de la cigale.
- 4 Yūgao (夕顔, ゆうがお) La Belle du soir. Ce nom désigne aussi la calebasse.
- 5 Waka murasaki (若紫, わかむらさき) Jeune grémil.

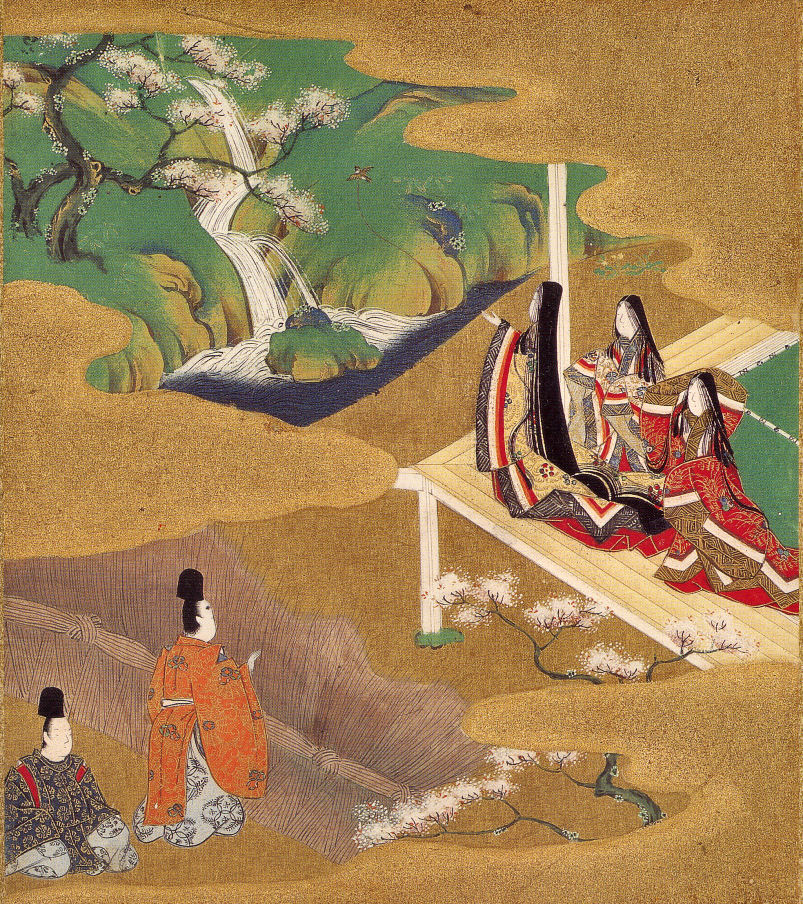
Waka murasaki, peinture du XVIIe siècle

- 6 Suetsumu hana (末摘花, すえつむはな) La fleur dont se cueille la pointe. Ce nom désigne également la carthame des teinturiers.
- 7 Momiji no ga (紅葉賀, もみじのが) La Fête aux feuilles d'automne.
- 8 Hana no en (花宴, はなのえん) Le Banquet sous les fleurs.
- 9 Aoi (葵, あおい) Les Mauves.
- 10 Sakaki (賢木, さかき) L'Arbre sacré.
- 11 Hanachirusato (花散里, はなちるさと) Le séjour où fleurs au vent se dispersent.
- 12 Suma (須磨, すま) Suma. Ancienne ville de Suma.
- 13 Akashi (明石, あかし) Akashi. Ancienne ville d'Akashi.
- 14 Miotsukushi (澪標, みおつくし) À corps perdu.
- 15 Yomogiu (蓬生, よもぎう) L'Impénétrable Armoise.
- 16 Sekiya (関屋, せきや) Le Poste de garde de la barrière.
- 17 E-awase (絵合, えあわせ) Le Concours de peinture.
- 18 Matsukaze (松風, まつかぜ) Le Vent dans les pins.
- 19 Usugumo (薄雲, うすぐも) Ce mince nuage.
- 20 Asagao (朝顔, あさがお) La Belle du matin. Ce nom désigne également les ipomées.

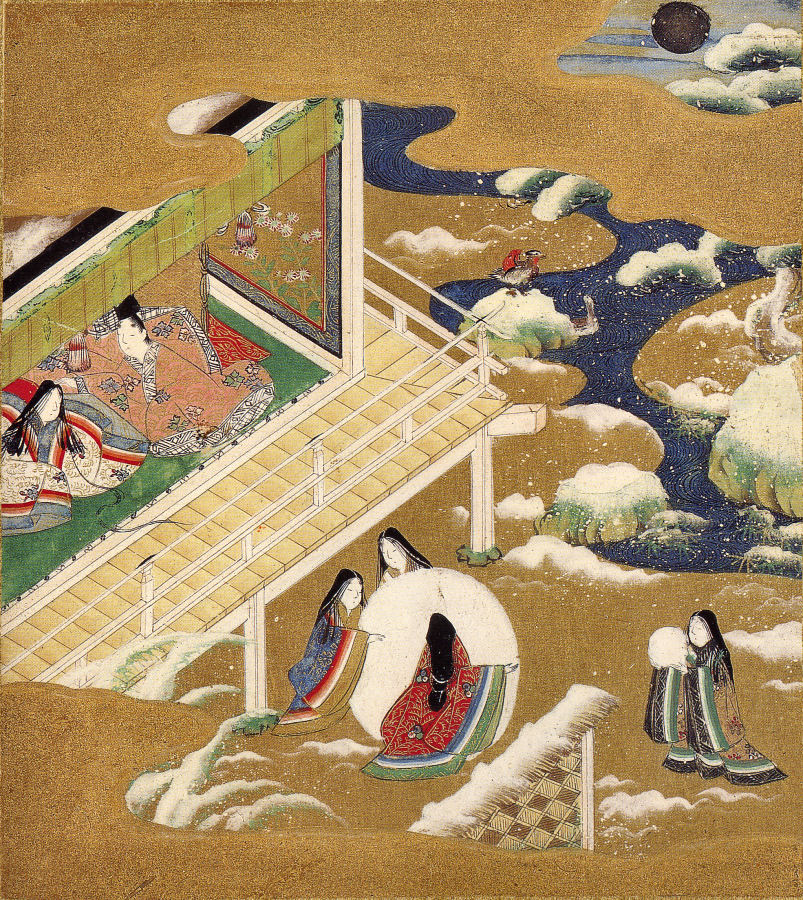
Couleurs et or sur papier. Livre d'Asagao. Fin XVIIe siècle, Tosa Mitsuoki (1617–1691)

- 21 Otome (少女, おとめ) La Jouvencelle.
- 22 Tamakazura (玉鬘, たまかずら) La Parure précieuse.
- 23 Hatsune (初音, はつね) Prime chant.
- 24 Kochō (胡蝶, こちょう) Les Papillons.
- 25 Hotaru (螢, ほたる) Les Lucioles.
- 26 Tokonatsu (常夏, とこなつ) L'Œillet.
- 27 Kagaribi (篝火, かがりび) Feu de brasier.
- 28 Nowaki (野分, のわき) La Tempête.
- 29 Miyuki (行幸, みゆき) La Chasse impériale.
- 30 Fujibakama (藤袴, ふじばかま) Les Asters.
- 31 Maki bashira (真木柱, まきばしら) Le Pilier de cèdre.
- 32 Ume ga e (梅枝, うめがえ) La Branche du prunier.
- 33 Fuji no uraba (藤裏葉, ふじのうらば) Feuillage de la glycine.

Partie 2
- 34 Wakana (若菜, わかな) Jeunes herbes. Ce livre est séparé en deux parties, Jō (上, じょう) et Ge (下, げ).
- 35 Kashiwagi (柏木, かしわぎ) Le Chêne.
- 36 Yokobue (横笛, よこぶえ) La Flute traversière.
- 37 Suzumushi (鈴虫, すずむし) Le Grillon grelot.
- 38 Yūgiri (夕霧, ゆうぎり) Le Brouillard du soir.

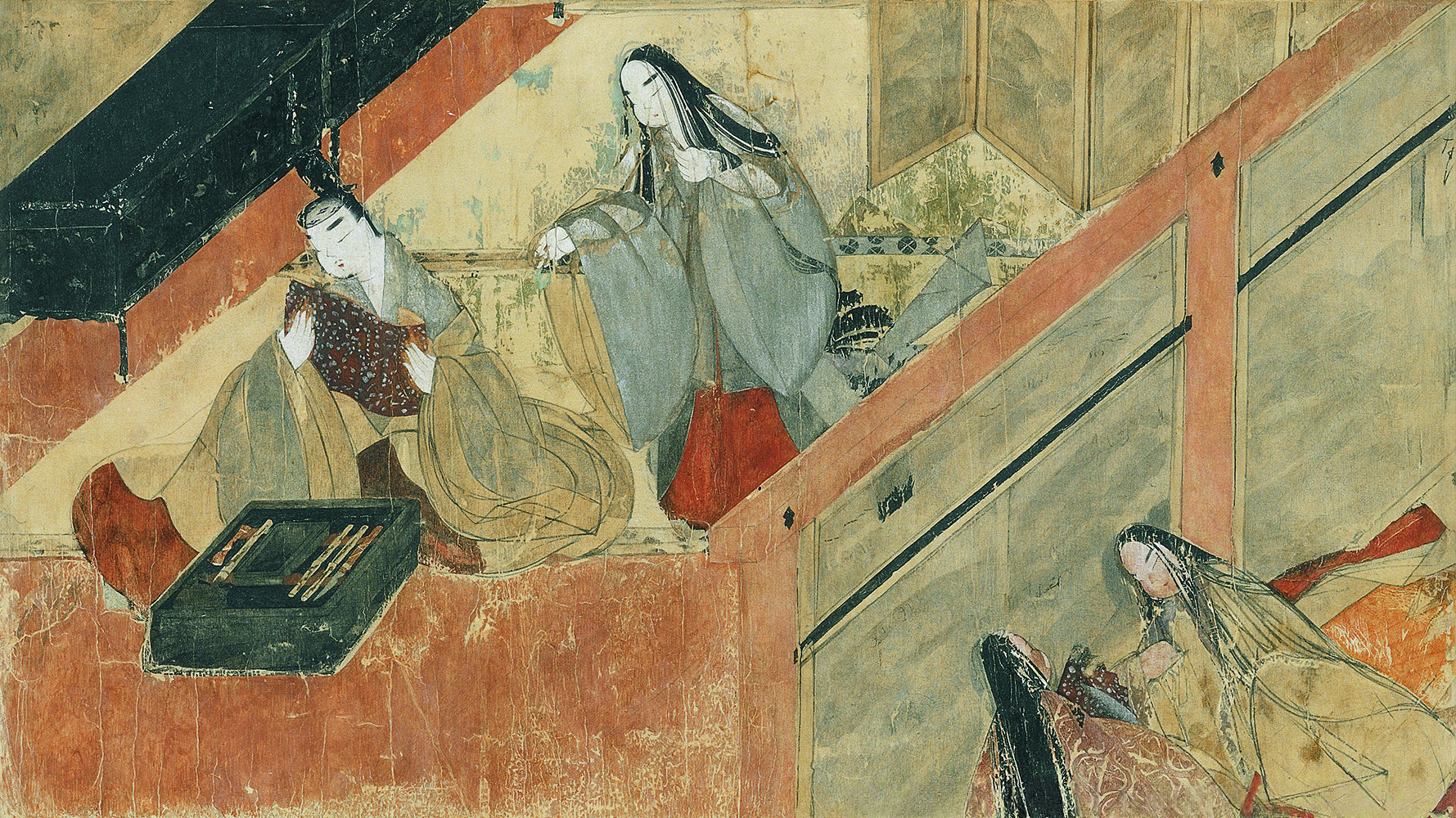
Livre Yūgiri, peinture du XIIe siècle

- 39 Minori (御法, みのり) La Loi du Bouddha.
- 40 Maboroshi (幻, まぼろし) Illusion.
- 41 Kumo gakure (雲隠, くもがくれ) L'Occultation dans les nuages.

Partie 3, alias la partie Uji
- 42 Niō no miya (匂宮, におうのみや) Le Prince parfumé.
- 43 Kōbai (紅梅, こうばい) Le Prunier rouge.
- 44 Takekawa (竹河, たけかわ) La Rivière aux bambous.
- 45 Hashi hime (橋姫, はしひめ) Les Jouvencelles du pont.
- 46 Shii ga moto (椎本, しいがもと) À l'ombre du chêne.
- 47 Agemaki (総角, あげまき) Les Boucles du cordon.
- 48 Sawarabi (早蕨, さわらび) Les Pousses de fougère.
- 49 Yadorigi (宿木, やどりぎ) Sarments de vigne vierge.
- 50 Azumaya (東屋, あずまや) Le Pavillon.
- 51 Ukifune (浮舟, うきふね) Barque au gré des flots.
- 52 Kagerō (蜻蛉, かげろう) L'Éphémère.
- 53 Tenarai (手習, てならい) Exercice d'écriture.
- 54 Yume no ukihashi (夢浮橋, ゆめのうきはし) Le Pont flottant des songes.

## Résumé
Partie 1 : MAGNIFICENCE
- Livre 1 Kiritsubo (桐壺) Le Clos au Paulownia

NAISSANCE DU PRINCE RADIEUX, LE GENJI  
La mère du prince radieux, la dame du vestiaire (更衣 Kôi : un des grades inférieurs des femmes du harem impérial) du clos au Paulownia, parce qu’elle reçoit tout l’amour de l’empereur régnant du Japon, est la cible de la jalousie et du harcèlement des autres épouses et concubines, notamment la dame de la cour (女御 Nyôgo : un des grades supérieurs des femmes du harem impérial) du Kokiden. Âgé de trois ans, le prince radieux perd sa mère, de maladie.
Le temps passant, le garçonnet grandit, devenant beau comme un scintillement de lumière, et sera désormais appelé « Hikaru Genji »光源氏, le prince radieux.
Parce qu’il n’a pas d’appui influent du côté maternel, l’Empereur ne veut pas jeter son fils démuni de protection dans les querelles pour le pouvoir politique ; il lui donne alors le rang de Genji, le déclassant ainsi de membre de la famille impériale à membre de l’aristocratie.
Lorsqu’il atteint l’âge de 12 ans, pour la cérémonie de la majorité, Genji reçoit pour épouse sa cousine germaine, fille du ministre de la Gauche, la princesse Mauve (葵の上 Aoi no Ué) de 4 ans son aînée. Cependant il ne s’habitue guère à son caractère altier et hautain.
En parallèle, l’Empereur prend pour épouse, la dame du clos aux glycines (藤壺女御 Fujitsubo Nyôgo), qui ressemble beaucoup à la mère du Genji. Celui-ci lui voue pour cette raison une attirance particulière.
- Livre 2 Hahakigi (帚木) L'Arbre balai

LES FEMMES DE LA CLASSE MÉDIANE
L’été de ses 17 ans, lors d’une soirée avec ses compagnons de garde, Genji partage ses expériences amoureuses. Il apprend par son ami et beau-frère Chûjô (中将, lieutenant général) que les femmes de la classe moyenne ont un charme incomparable, dont une en particulier qu'il a perdu de vue ainsi que le jeune fruit de leur amour.
Il advient peut-être une aventure sinon un désir entre Genji et son compagnon le Directeur Adjoint aux Rites (藤式部丞 Tô Shikibu no Jô).
Le jour suivant, à cause d’interdictions religieuses sur son parcours, Genji passe la nuit chez le gouverneur de la province de Kii où réside également la suite d'Utsusémi, jeune belle-mère du gouverneur. Attiré par son charme, Genji passe de force la nuit avec elle. Cependant, celle-ci étant déjà mariée refuse de le revoir.
- Livre 3 Utsusemi (空蝉) La Mue de la cigale

Guidé par le jeune frère d’Utsusémi qu’il a pris comme giton, Genji s’introduit de nouveau nuitamment dans le quartier des femmes, mais Utsusémi contrariée s’échappe ne laissant derrière elle que son kimono, comme la mue vide d’une cigale.
Genji expérimente ainsi pour la première fois la douleur d’être rejeté et se console auprès de la belle-fille d’Utsusémi restée endormie dans la chambre.
- Livre 4 Yuugao (夕顔) La Belle du soir

LES AMOURS PLURIELLES
A cette époque, Genji lie une relation avec une noble de haute naissance, plus âgée que lui, la dame de la 6ème avenue (六条御息所 Rokujô Miyasundokoro), veuve du frère aîné de l’Empereur. Fatigué par la lascivité débridée de cette tante par alliance, les sentiments de Genji envers elle se refroidissent.
Rendant visite à sa nourrice gravement malade, Genji s’éprend éperdument d’une intelligente et humble jeune femme surnommée pour les fleurs qui fleurissent dans la haie Belle-du-soir.
Il l’enlève pour assouvir librement son amour, mais la nuit même, l’esprit fou de jalousie de la dame de la 6ème avenue tue Belle-du-soir par ses maléfices.
Lors des obsèques, il apert que Belle-du-soir était l’amante dont Chûjô avait parlé au chapitre 2 comme l’amour qu’il ne pouvait oublier et qui l’avait fui emmenant avec elle leur petite fille pour ne pas subir les foudres de l'épouse officielle, sœur de la Dame du Kokiden, 4ème fille  du puissant ministre de la Droite.
- Livre 5 Waka murasaki (若紫) Jeune grémil.

RENCONTRE AVEC LA DEMOISELLE VIOLETTE
La souffrance de la perte de Belle-du-soir cause à Genji une forte fièvre. Il se rend dans un monastère de montagne dans la périphérie de la capitale pour y commander des prières au Bouddha pour sa guérison. Sur le chemin du retour, il aperçoit une jeune enfant ressemblant étonnamment à la dame du clos aux glycines, nommée la demoiselle Violette (紫の上 Murasaki no Ué.)
Renseignement pris, elle s’avère être la nièce de la dame du clos aux glycines. C’est la grand-mère maternelle de l’enfant qui l’élève dans ce monastère depuis la mort de sa mère, amante du Prince, frère de la dame du clos aux glycines pour la soustraire à la jalousie de l’épouse légitime.
Durant l’hiver, la grand-mère meurt. Apprenant cela Genji enlève l’enfant de force, pour éviter que le moine ne la rende à son père, et décide de l’éduquer dans sa propre résidence.
En parallèle, Genji ne cesse de penser à la dame du clos aux glycines. Alors que celle-ci, malade, quitte le palais impérial pour se soigner dans sa résidence familiale, Genji s’introduit nuitamment chez elle avec l’entremise d’une dame de sa suite. Ils ont une relation d’une nuit au cours de laquelle la dame du clos aux glycines devient enceinte.
- Livre 6 Suetsumu hana (末摘花) La fleur dont se cueille la pointe

LA PRINCESSE AU NEZ ROUGE
Genji ne peut oublier feue Belle-du-soir. Une rumeur lui parvient d’une princesse esseulée qui joue très bien du koto, et entreprend une correspondance avec elle.
Tout dans ses manières est suranné, et le jour où il parvient finalement à la voir, il est frappé d’horreur et complètement refroidi par la laideur de son visage affublé d’un gros nez au bout rouge (d’où le calembour avec le carthame, rouge lui aussi et l’homophonie entre fleur 花 et nez 鼻 : hana)
- Livre 7 Momiji no ga (紅葉賀) La Fête aux feuilles d'automne

LA DÉTRESSE DE LA DAME DU CLOS AUX GLYCINES
Le Prince Directeur aux affaires militaires, (兵部卿宮, Hyôbu Kyô no Miya) père de la demoiselle Violette retrouve trace de sa fille et rend une visite à la résidence du Genji. Une aventure, sinon un désir réciproque survient entre les deux hommes.
La dame du clos aux glycines met au monde un garçon qui ressemble trait pour trait à Genji (cf livre 5). L’Empereur cependant n’éprouve aucun doute, se réjouit de la naissance, et le nourrisson sera élevé comme prince impérial.
La dame du clos aux glycines souffre de devoir taire son secret, tandis que Genji est tourmenté par les remords.
- Livre 8 Hana no en (花宴) Le Banquet sous les fleurs

LA FILLE DE LA NUIT DE LUNE INDÉCISE
Genji a vingt ans. Lors de la fête aux cerisiers, il est acclamé par les assistants pour ses qualités en poésie chinoise et danseur.
A l’issue du banquet, ivre et guidé par son désir pour la dame du clos aux glycines, il se rend à pied au palais impérial et en passant devant le pavillon du Kokiden perçoit une douce voix déclamant un poème. Il attrape la manche de la passante qui accepte ses avances. Ils deviennent amants.
Cette conquête, la fille de la nuit de lune indécise (朧月夜の君  Oborozukiyo no Kimi) s’avérera être la sœur cadette de la Dame du Kokiden, 6ème fille du puissant ministre de la Droite.
- Livre 9 Aoi (葵) Les Mauves

LE MARIAGE AVEC LA DEMOISELLE VIOLETTE
Genji a 22 ans. Son épouse légitime la princesse Mauve est enceinte.
En se rendant à un défilé, elle fait perdre la face à la Dame de la 6ème avenue lors d’une querelle de préséance entre leurs deux chars.
Lors de l’accouchement, l’esprit vengeur de la dame de la 6ème avenue tue la princesse Mauve par ses maléfices. Le nouveau-né est un garçon Brume du soir (夕霧, Yuugiri).
Les peines et la période de deuil s’écoulent, la demoiselle Violette grandit. Genji en fait sa nouvelle épouse.
- Livre 10 Sakaki (賢木, さかき) L'Arbre sacré

DÉCÈS DE L'EMPEREUR
L’automne suivant, la Dame de la 6ème avenue prépare son départ pour Isé où sa fille a été nommée grande prêtresse, et prévoit de s’éloigner ainsi de la capitale et de Genji.
Pendant l’hiver, l’Empereur décède. C’est son fils aîné, demi-frère du Genji qui lui succède en tant qu’’Empereur Suzaku 朱雀帝. Sa mère, Dame Kokiden devient Impératrice douairière (弘徽殿大后 Kokiden Ôkisaki) et son aïeul, ministre de la Droite devient ministre des Affaires Suprêmes (太政大臣 Daïjô Daïjin). Arrivés au faîte de l’Etat, leur puissance n’a plus d’opposant.
Genji continue de presser la Dame du clos aux glycines de ses avances, mais celle-ci, inquiète de ce que leur relation puisse nuire à la situation de son fils devenu Prince héritier, décide de se faire nonne.
Le nouvel empereur prend parmi ses nouvelles épouses la fille de la nuit de lune indécise, mais Genji, âgé de 25 ans maintient sa relation avec celle-ci. Leurs rencontres secrètes sont découvertes par le père de l’épousée, ce qui déclenche une colère effroyable parmi le clan du Ministre et de l’Impératrice douairière.
- Livre 11 Hanachirusato (花散里) Le séjour où fleurs au vent se dispersent

DÉTENTE EN BONNE COMPAGNIE
Genji rend visite à la Dame du Reikeiden (麗景殿女御 Reikeiden Nyôgo), veuve de l’Empereur, sans enfant, retirée dans une résidence sans éclat en compagnie de sa jeune sœur, la fille du lieu où tombent les fleurs, avec qui Genji avait eu une courte liaison.
Ils évoquent avec nostalgie l’époque de l’Empereur défunt, et Genji goûte avec plaisir le calme de son ancienne amante.
- Livre 12 Suma (須磨) Suma

LA VIE EN EXIL
Les suites de l’affaire avec la fille de la lune indécise, devenue Dame Régente, aggrave la situation de Genji à la cour qui, disgracié et déchu de tous ses titres, décide de se retirer.
Accompagné de son frère de lait Korémitsu (惟光) et de quelques suivants, il s’embarque pour Suma, où il passe des jours en exercices de piété de poésie et de peinture.
Le seul qui ose braver la mise au ban impériale pour venir lui rendre visite depuis la capitale est son ami Chûjô.
En mars de l’année suivante une grande tempête accompagnée de tsunamis frappe tout le pays.
- Livre 13 Akashi (明石) Akashi

LA NOUVELLE ÉPOUSE
Durant l’orage, la foudre tombe sur la résidence de Genji qui brûle en partie ; la nuit, son père, l’Empereur décédé, lui apparaît en rêve lui ordonnant de quitter ces lieux.
Le lendemain, le cousin germain de la mère de Genji, un noble de province qui s’est fait prêtre, vient le prier de demeurer dans sa résidence à Akashi. Il dévoile finalement son projet, celui de présenter sa fille unique, la demoiselle d’Akashi, à Genji. Captivé par ses qualités de musicienne hors pair et lassé de sa solitude, il lie relation avec elle.
Au palais impérial, le Ministre aux affaires suprêmes, grand-père de l’Empereur meurt, et l’impératrice douairière tombe malade. L’Empereur est atteint d’une maladie oculaire. De plus son père, l’Empereur décédé lui apparaît en rêve. Il interprète tous ces signes comme une malédiction pour l’exil injuste imposé à Genji. Contre l’avis de sa mère, l’impératrice douairière, il rappelle donc Genji à la cour.
La mise au ban de Genji aura duré deux ans. Il retourne à la capitale, âgé de 29 ans, laissant derrière lui la demoiselle d’Akashi enceinte.
- Livre 14 Miotsukushi (澪標) À corps perdu

DANS LE SILLAGE DE LA GLOIRE
L’Empereur Suzaku abdique en faveur de son "demi-frère", fils de la dame du clos aux glycines (et en fait de Genji cf livre 5), l’empereur Reizei 冷泉. Genji est nommé Ministre du Dedans 内大臣 (Naïdaïjin). Son beau-père Ministre de la Gauche retiré est nommé Régent. Avec le nouvel Empereur, c’est la chute de la maison de feu le Ministre de Droite et la prise de pouvoir de celle du Ministre de Gauche.
La dame de la 6ème avenue revenue à la capitale décède, et Genji adopte l’orpheline, l’ex-prêtresse d’Isé (cf livre 10).
La demoiselle d’Akashi accouche d’une fille, dont Genji s’inquiète à distance.
- Livre 15 Yomogyu (蓬生) L'Impénétrable Armoise

LA FIDÉLITÉ DE LA PRINCESSE AU NEZ ROUGE
L’année suivant son retour à la capitale, Genji retrouve dans une demeure abandonnée, la princesse au nez rouge (cf livre 6), vivant esseulée, délaissée par ses serviteurs, espérant contre toute attente, une visite de Genji. 
Ému par ce gage de fidélité, il l’installe dans une aile de sa propre demeure.
- Livre 16 Sekiya (関屋) Le Poste de garde de la barrière

LA FIDÉLITÉ DE LA MUE DE LA CIGALE
En déplacement pour un pèlerinage, Genji retrouve à une barrière le frère d’Utsusémi (cf livre 3). 
Il reprend par son intermédiaire une correspondance avec Utsusémi qui vit toujours en province. 
A la mort de son époux, elle se fait nonne. 
- Livre 17 E-awase (絵合) Le Concours de peinture

L'APOGÉE DE LA GLOIRE
La fille de Chûjô est la nouvelle dame du Kokiden. Du même âge que le nouvel Empereur (cf livre 14), il l’apprécie particulièrement.
Avec l’aide de la dame du clos aux glycines, devenue impératrice douairière, Genji fait entrer la fille de la dame de la 6ème avenue (cf livre 14) comme concubine impériale au clos du prunier (梅壺女御 Umetsubo Nyôgo) et ce, bien que l’empereur retiré Suzaku l’aurait voulu pour lui-même.
L’empereur Reizei féru de peinture apprécie cette nouvelle épouse qui possède quelques talents en la matière.
Un grand concours de peinture est organisé entre le clan du Kokiden soutenu par Chûjô, et le clan du prunier, soutenu par l’empereur retiré, l’impératrice douairière et Genji.
C’est finalement grâce au journal de peintures réalisé par Genji lors de son exil à Suma (cf livre 12) que son équipe l’emporte, ajoutant encore à la gloire de celui-ci.
- Livre 18 Matsukaze (松風) Le Vent dans les pins

LA PRINCESSE D'AKASHI
Genji achève les travaux d’agrandissement de sa résidence et y fait installer la dame du lieu où tombent les fleurs (cf. livre 11)
Il fait venir à la capitale la dame d’Akashi et sa mère (cf. livre 13) qui emménagent dans une résidence familiale de campagne sur la rivière Katsura.
Quand il voit la jeune princesse d’Akashi sa fille pour la première fois, sa beauté et sa joie de vivre l’émeuvent intensément, et décide pour ménager son avenir de la faire venir dans sa propre résidence.
Son épouse, la dame Violette (cf. livre 9) accepte de se charger de l’enfant. 
- Livre19 Usugumo (薄雲) Ce mince nuage

LA MORT DE LA DAME DU CLOS AUX GLYCINES
La dame d’Akashi honteuse de ses origines modestes refuse de s’installer chez Genji et accepte l’adoption par l’épouse de Genji.
L’impératrice douairière, la dame du clos aux glycines, meurt à l’âge de 39 ans.
Alors qu’elle n’avait jamais révélé à l’Empereur Reizei le secret entachant sa conception (cf. livre 5), un prêtre directeur de conscience auquel elle avait avoué sa faute, apprend à l’Empereur que Genji est son père biologique. Il souhaite alors se retirer pour céder le trône à Genji, mais celui-ci refuse absolument.
A l’automne, lors d’une visite de la dame du clos au prunier (cf. livre 17) à sa famille, Genji tente de la séduire, mais renonce à aller plus avant devant l’affolement de celle-ci, pour se cantonner à son rôle de père adoptif. 
- Livre 20 Asagao (朝顔) La Belle du matin

La cousine germaine de Genji, Belle-du-matin, à la mort de son père, frère de l’Empereur défunt, doit renoncer à sa charge de prêtresse de Kamo. Genji en profite pour tenter de nouer une liaison avec celle qui l’a repoussé depuis leur prime jeunesse.
La dame Violette jalouse les absences de Genji, et pour calmer ses craintes, il lui conte l’histoire de ses amours passées.
Le soir, l’esprit de la dame du clos aux Glycines lui apparaît pour lui reprocher que le secret de leur adultère soit éventé.
- Livre 21 Otome (乙女) La Jouvencelle

PREMIÈRES AMOURS
Brume-du-soir, le fils de Genji (cf livre 9) atteint l’âge requis pour la cérémonie d’entrée dans l’âge adulte (entre 10 et 12 ans). Son père décide cependant de ne pas favoriser son fils en lui octroyant d’office un rang élevé à la cour, et l’oblige à étudier avant tout.
Elevé par sa grand-mère, le garçon côtoie tous les jours sa cousine germaine, fille de Chûjô, mais celui-ci voit d’un mauvais œil cette proximité, car il projette de marier sa fille au prince héritier, et décide de séparer les enfants, en reprochant à leur grand-mère de les avoir laissés aussi libres de se voir.
Genji a environ 35 ans. Il rachète la résidence de la 6ème avenue, et y bâtit une grande demeure, dont chaque angle représente une saison de l’année. Il s’y installe ainsi que la Dame Violette, la dame du séjour où les fleurs tombent à qui il confie l’éducation de Brume-du-soir, et la dame d’Akashi. La concubine impériale du clos au prunier élevée au rang d’Impératrice, garde ses quartiers dans la résidence, ancienne propriété de sa mère.
Utsusémi et la princesse au nez rouge demeurent à la résidence de la 2ème avenue.
- Livre 22 Tamakazura (玉鬘) La Parure précieuse

LA FILLE DE BELLE-DU-SOIR
La fille de Belle-du-soir (cf livre 4), orpheline, a été élevée par sa nourrice, dans l’actuelle île de Kyûshû.
A l’âge de 20 ans elle est devenue une superbe jeune fille et attise les convoitises des seigneurs influents du lieu. Pour échapper à ces insistances, la nourrice et son fils aîné décident de quitter leur famille pour conduire la jeune princesse à la capitale et tâcher de la faire reconnaître à son père véritable, Chûjô.
Arrivés à destination, sans relation vers qui se tourner, ils retrouvent lors d’un pèlerinage, la servante de Belle-du-soir, employée à présent chez Genji. Elle lui présente l’affaire et en souvenir de Belle-du-soir, décide d’installer sa fille dans sa résidence de la 6ème avenue, aux bons soins de la dame du séjour où les fleurs tombent.
- Livre 23 Hatsune (初音) Prime chant

NOUVEL AN
Pour les fêtes du Nouvel an, Genji visite les différentes femmes des résidences de la 6ème et de la 2ème avenue.
La dame Violette jalouse la dame d’Akashi chez qui Genji passe la nuit.
- Livre 24 Kochou (胡蝶) Les Papillons

LETTRES D'AMOUR
Genji organise une grande fête à sa résidence pour célébrer l’arrivée du printemps, et en profite pour lancer la fille de Belle-du-soir dans le monde.
La réputation de sa beauté fait vite le tour de la cour, et elle reçoit de nombreuses lettres de prétendants. Parmi eux figurent un frère cadet de Genji et un des fils de Chûjô (qui ignore qu’il courtise en fait sa demi-sœur). 
Genji lui-même lui fait des avances, mais la jeune femme résiste difficilement à cacher son désarroi, émue par la peur du scandale si son vrai père venait à connaître cette liaison.
- LIVRE 25 Hotaru (螢) Les Lucioles

Un jour de pluie d’été, le frère de Genji rend visite à la fille de Belle-du-soir, Genji libère des lucioles pour lui permettre de l’apercevoir.
Brume-du-soir qui continue de se languir pour sa cousine, en veut à Chûjô qui les a séparés.
Chûjô apprend par un rêve qu’il a une fille quelque part, et à son réveil entreprend de savoir où elle se trouve.
- LIVRE 26 Tokonatsu (常夏) L'Œillet

UNE FILLE SANS ÉDUCATION
Chûjô a recueilli une jeune fille qui lui a été présentée comme le fruit d’une de ses aventures de jeunesse. 
D’instruction sommaire et peu habituée aux usages de la noblesse, elle est la risée de la cour. 
Son père la place auprès de l’Impératrice pour faire son apprentissage.
- LIVRE 27 Kagaribi (篝火) Feu de brasier

Genji compte fleurette à la fille de Belle-du-Soir en jouant de la musique.
Il enjoint son fils Brume-du-soir et ses compagnons, tous deux fils de Chûjô qui veillaient autour d’un brasier à les rejoindre.
La soirée se passe en musique. L’aîné des deux fils de Chûjô s’éprend encore davantage de la fille de Belle-du-soir en ignorant toujours qu’elle est sa demi-sœur.
- LIVRE 28 Nowaki (野分) La Tempête

TROUBLE INCESTE
Une grande tempête d’automne arrache plantes et tuiles de la résidence de Genji.
Le lendemain pendant que les habitants se lamentent de l’ampleur des dégâts, Brume-du-soir aperçoit la Dame Violette car les stores sont endommagés. C’est la première fois qu’il voit sa belle-mère et il est remué par sa beauté.
Plus tard, il aperçoit de même à la faveur du désordre dans la résidence, son père et la fille de Belle-du-soir dans une pose très équivoque pour ceux qu’il croit être père et fille.
Son sentiment pour la dame Violette s’en trouve quelque peu légitimé, mais il règne en lui une confusion intérieure pour ces relations qui lui semblent malgré tout déplacées.
En visite auprès de sa grand-mère, il entend celle-ci réclamer à Chûjô de la laisser voir sa petite fille qu’il a retirée à sa garde (cf Livre 21).
- Livre 29 Miyuki (行幸) La Chasse impériale

LA FILLE RETROUVÉE
Alors que toute la cour se rend à une chasse dans la campagne enneigée, la fille de Belle-du-Soir voit pour la première fois son père et l’Empereur, au service duquel elle commence à penser entrer.
Le prince aux affaires militaires, Barbe noire, se met sur les rangs pour l’épouser en secondes noces, car sa femme, sœur aînée de la Dame Violette est mentalement dérangée.
Genji apprend à Chûjô qu’il a recueilli sa fille ; il en est très ému.
- Livre 30 Fujibakama (藤袴) Les Asters

DÉCÈS DE LA GRANDE PRINCESSE
La mère de Chûjô, grand-mère de Brume-du soir et de la fille de Belle-du-soir, meurt.
Dans leurs habits de deuil, Brume-du-soir essaye de séduire la fille de Belle-du-soir, mais elle ne lui répond pas.
Malgré la compétition qu’elle devrait subir pour obtenir les faveurs de l’Empereur, son entrée au palais est presque décidée.
Barbe noire lui adresse officiellement une demande en mariage.
A toutes les missives de prétendants qu’elle reçoit, elle n’envoie une réponse qu’au frère de Genji (cf Livre 25).
- Livre 31 Maki bashira (真木柱) Le Pilier de cèdre

LE MARI JALOUX
Aidé par la suivante de la fille de Belle-du-soir, Barbe noire obtient son assentiment au mariage.
Le père de sa première épouse, vexé, la reprend chez lui, ainsi que leur jeune fille. Les garçons restent avec leur père.
Lors de l’entrée de la nouvelle épousée au service de l’Empereur celui-ci s’approche d’elle, mais Barbe noire, jaloux, s’empresse de la faire revenir chez lui.
L’année suivante son épouse accouche d’un fils.
- Livre 32 Ume ga e (梅枝) La Branche du prunier

MARIAGE IMPERIAL DE LA JEUNE DEMOISELLE D'AKASHI
La fille de Genji (cf Livre 18) atteint l’âge de 11 ans Il prépare son entrée au palais impérial en tant qu’épouse du Prince Héritier, âgé quant à lui de 13 ans, fils de l’Empereur retiré Suzaku et de son épouse du Jôkyôden, sœur de Barbe noire.
Il reçoit comme épouse la fille du ministre de gauche, qui devient dame du Reikeiden.
Chûjô qui n’a pu marier sa fille à ce prince, commence à accepter l’idée de la laisser épouser Brume-du-soir.
- Livre 33 Fuji no uraba (藤裏葉) Feuillage de la glycine

MARIAGE DE BRUME-DU-SOIR
Lors des cérémonies pour l’anniversaire du décès de l’impératrice douairière Dame du clos aux glycines (cf livre 19), Chûjô et Brume-du-soir dissipent leurs mésententes. Le mois suivant, Chûjô célèbre le mariage entre sa fille et Brume du soir.
La fille de Genji fait son entrée au palais impérial, accompagnée de sa mère véritable la dame d’Akashi.
L’empereur régnant Reizei et l’empereur retiré Suzaku sont reçus à la résidence de la 6ème avenue chez Genji à qui sont octroyés les apanages d’un empereur retiré.
Partie 2 : IMPERMANENCE
- Livre 34 Wakana-jô (若菜上) Jeunes herbes (1ère partie)

JUBILÉS DES DEMI-FRÈRES SUZAKU ET GENJI
L’Empereur retiré Suzaku célèbre son 40ème anniversaire.
Il avoue un sentiment passé d'attirance physique envers son demi-frère Genji
Il organise la cérémonie d’entrée à l’âge adulte de sa fille préférée, la princesse troisième (13 ans).
Très inquiet pour son avenir, il décide de la proposer en mariage à Genji, son oncle.
Celui-ci, après avoir arraché l’accord de la dame Violette, prend donc sa nièce chez lui à la résidence de la 6ème avenue comme épouse.
Genji célèbre à son tour son 40ème anniversaire.
L’empereur retiré Suzaku se fait moine.
La princesse d’Akashi, fille de Genji, accouche d’un garçon, futur prince héritier.
Lors d’une partie de balle au pied organisée pour distraire Genji dans sa résidence, un chaton s’échappe du quartier des femmes de la princesse troisième, soulevant les stores. Elle apparaît furtivement ainsi à la vue du fils aîné de Chûjô (cf Livre 27).
Il lui fait parvenir une lettre passionnée …
- Livre 34 Wakana-gué (若菜下) Jeunes herbes (2ème partie)

RETOUR DU DESTIN
L’Empereur Reizei abdique en faveur du fils de l’Empereur retiré Suzaku.
4 années passent.
Le fils de la princesse d’Akashi, petit-fils de Genji est choisi comme prince héritier.
Chûjô prend sa retraite de ses fonctions ministérielles.
Barbe Noire est promu ministre de la Droite et Brume-du-soir ministre de la gauche.
Genji effectue un pèlerinage pour remercier les dieux de l’accession au rang de futur empereur de sa descendance.
L’année suivant pour les fêtes de nouvel an, à l’issue d’un concert entre les femmes de son clan, Genji confie à la dame Violette qu’elle est la plus aimable des femmes qu’il a connues.
Elle tombe gravement malade ; pour lui assurer du calme, il la fait porter à la résidence de la 2ème avenue.
Le fils aîné de Chûjô a épousé la princesse seconde, demi-sœur de la princesse troisième, femme de Genji, qu’il ne peut malgré tout oublier (cf Livre 34). Il profite de l’absence de Genji qui veille la Dame Violette à la résidence de la 2ème avenue pour s’introduire chez la princesse troisième. Elle conçoit un enfant de cette liaison.
Genji tombe sur une lettre de l’amant et apprend ainsi l’adultère de son épouse. Se souvenant de sa propre liaison coupable avec la dame du clos aux Glycines, il pense aux détours du destin qui le met lui-même dans la situation où était son père l’Empereur.
Le fils aîné de Chûjô apprenant que la liaison est découverte tombe malade de remords.
La Dame Violette de plus en plus gravement malade, est finalement délivrée de l’esprit mauvais qui l’avait saisi. C’est celui de feue la Dame de la 6ème avenue, jalouse que Genji ait préféré Dame Violette entre toutes les femmes de sa vie.
L’Empereur devenu moine Suzaku célèbre son 50ème anniversaire.
- Livre 36 Kashiwagi (柏木) Le Chêne

NAISSANCE DE KAORU
Le printemps suivant, la princesse troisième accouche d’un petit garçon, Kaoru (薫).
L’esprit toujours tourmenté de la Dame de la 6ème avenue lui fait devenir nonne malgré son jeune âge (22 ans)
Le fils aîné de Chûjô appelle Brume-du-soir à son chevet et lui révèle à demi la faute qui le ronge. Il confie également à ses bons soins son épouse la princesse seconde, puis décède à l'âge de 32 ans, laissant ses pères et mères au désespoir.
- Livre 37 Yokobue (横笛) La Flûte traversière

Les cérémonies pour l’anniversaire de la mort du fils aîné de Chûjô sont célébrées avec faste.
Le fantôme de celui-ci apparaît en rêve à Brume-du-soir lui demandant de remettre à son fils véritable la flûte traversière que lui avait remise la princesse seconde lors d’une de ses visites .
Brume-du-soir demande son avis à Genji sur qui pourrait être cet enfant, mais Genji évite de lui répondre qu’il s’agit de Kaoru
- Livre 38 Suzumushi (鈴虫) Le Grillon grelot

La fille adoptive de Genji (cf Livre 14), épouse de l’empereur retiré Reizei (cf livre 17), fille de feue la dame de la 6ème avenue, confie à Genji son désir de se faire nonne afin de prier pour le repos de l’âme de sa mère dont elle a entendu que le fantôme hante les épouses de Genji.
Celui-ci l’en dissuade ; ils conviennent de faire dire des lectures pour apaiser les tourments de la défunte.
- Livre 39 Yūgiri (夕霧) La Brume du soir

INFIDÉLITÉ DE BRUME-DU-SOIR
Au fil de ses visites au palais de la princesse seconde et de sa mère, Brume-du-soir, s’éprend de la jeune veuve.
Pour guérir la mère malade, elles partent dans un monastère en pèlerinage. Brume-du-soir profite de l’occasion pour avouer ses sentiments à la princesse seconde. Celle-ci le repousse fermement.
Cependant le bruit de l’aventure commence à se répandre.
La mère envoie une lettre à Brume-du-soir pour lui demander une déclaration officielle.
Celui-ci empêtré dans des scènes de ménage sans fin avec sa fidèle épouse qu’il n’avait point habituée à découcher, tarde à répondre.
La mère déjà tourmentée par un esprit malin, dépitée par ce délai, meurt.
Brume du soir restaure le palais de la princesse seconde et l’y installe en tant qu’épouse, tandis que celle-ci se refuse toujours à lui.
Sa première épouse, emplie de rage et de jalousie, emporte leurs jeunes filles et les plus jeunes de leurs garçons et retourne chez son père, Chûjô.
- LIVRE 40 Minori (御法) La Loi du Bouddha

MORT DE DAME VIOLETTE
L’état de la dame Violette, fatiguée par sa longue maladie (cf livre 35) s’aggrave.
Genji refuse qu’elle le quitte pour devenir nonne.
La dame Violette finit par décéder âgée de 43 ans, unanimement pleurée et regrettée par toute la capitale.
Genji de chagrin et dépit, âgé de 51 ans pense sérieusement à se retirer du monde pour devenir moine.
- Livre 41 Maboroshi (幻) Illusion

LES ADIEUX DE GENJI
Genji a perdu la joie de vivre.
Le jour de l’an suivant l’anniversaire de la mort de la dame Violette, il partage ses biens et sait que c’est la dernière fois qu’il voit une année nouvelle.
Partie 3-1 : Le prince parfumé
- Livre 42 Niō no miya (匂宮) Le Prince parfumé

LES NOUVEAUX RIVAUX
Kaoru (cf livre 36) atteint sa vingtième année. C’est un jeune homme réservé, sérieux, tourmenté par le doute quant à sa naissance, du corps duquel émane une senteur naturellement agréable.
Le prince Tiers (troisième fils de l’Empereur régnant et de l’Impératrice, fille de Genji et de la dame d’Akashi cf Livre 32) âgé de 21 ans est quant à lui un séducteur aux nombreuses conquêtes qui parfume toujours ses vêtements d’odeurs musquées. 
- Livre 43 Koubai (紅梅) Le Prunier rouge

LES FILLES DU GRAND CONSEILLER
La fille de Barbe-noire que sa première épouse avait emmenée avec elle (cf livre 31) a eu une fille d’un premier mariage, avec un frère cadet de Genji, le prince aux lucioles cf. livre 25.
Veuve, elle se remarie avec le fils cadet de Chûjô, qui de son premier mariage a déjà deux filles.
Il marie l’aînée au Prince héritier, et souhaiterait donner la seconde au prince Tiers, le prince parfumé.
Il entremet son jeune fils, giton des princes héritier et Tiers, mais il semble que ce dernier préfère plutôt la fille du prince aux lucioles.
- Livre 44 Takekawa (竹河) La Rivière aux bambous[7]

LES ENFANTS DE BARBE-NOIRE
Après la mort de Barbe-Noire, sa seconde épouse, la fille de Belle-du-soir, se retrouve veuve et mère de trois garçons et deux filles.
Les filles sont courtisées par Kaoru et l’un des fils cadets de Brume-du-Soir.
Le plus jeune fils développe un sentiment amoureux envers Kaoru.
L’empereur retiré Reizei, que la fille de Belle-du-soir avait éconduit sous la pression de son époux, insiste tant pour obtenir la fille aînée, qu’il la prend comme concubine. Les autres épouses de plus en plus jalouses, pousseront la dernière concubine à retourner très souvent auprès de sa mère pour fuir l’ambiance du palais.
Sa sœur cadette devient concubine de l’empereur régnant.
Partie 3-2 : Uji
- Livre 45 Hashi hime (橋姫) Les Jouvencelles du pont

LE PRINCE RELIGIEUX ET SES FILLES
L’empereur, père de Genji avait parmi ses fils de la Dame Kokiden, le prince huitième, que sa mère avait tenté de faire nommer prince héritier en lieu et place de Reizei.
N’ayant réussi sa manœuvre, le prince a vécu à l’écart de la cour, puis après l’incendie de sa résidence à la capitale, s’est retiré à Uji, résidence montagneuse des alentours.
Veuf et très versé dans l’étude des écrits bouddhiques, il est père de deux filles.
La réputation de sa connaissance religieuse arrive jusqu’à la capitale où Kaoru décide d'aller prendre des leçons auprès de lui.
S’attachant au jeune homme et séduit par son sérieux, le prince huitième lui demande prendre soin de ses filles une fois qu’il serait disparu.
Le prince parfumé, intrigué par les absences répétées de Kaoru décide lui aussi d’aller voir les filles du prince Huitième.
Une vieille servante du prince Huitième qui avait servi chez le fils aîné de Chûjô apprend à Kaoru que celui-ci était son véritable père et non Genji.
- Livre 46 Shii ga moto (椎本) À l'ombre du chêne

LA MORT DU PRINCE RELIGIEUX
Le prince parfumé entretient une correspondance avec la fille cadette.
Le prince Huitième décède. Les deux filles prennent le deuil, isolées dans leur résidence de montagne.
Kaoru continue ses visites auprès des deux jeunes filles, comme il l'avait promis à leur père.
Le prince Huitième rechigne à accepter la 6ème fille de Yûgiri pour épouse, craignant que son comportement libertin soit empêché par le puissant ministre.
- Livre 47 Agemaki (総角) Les Boucles du cordon

LA MORT DE LA PRINCESSE AÎNÉE
Un an après le décès du prince Huitième, Kaoru est très épris de la fille aînée du prince, tandis que celle-ci se refuse à lui, préférant installer sa jeune sœur avant elle.
Kaoru introduit le prince parfumé auprès de la sœur cadette, une relation naît entre eux.
Retenu par ses diverses obligations à la capitale, le prince parfumé espace ses visites.
La sœur aînée, craignant que sa sœur soit délaissée tombe malade et se laisse mourir.
Kaoru qui l’a veillée jusqu’au bout, lui promet qu’il ne laisserait jamais la jeune sœur sans protection.
- Livre 48 Sawarabi (早蕨) Les Pousses de fougère

LA PRINCESSE CADETTE À LA CAPITALE
Émue par le sort de la jeune sœur cadette, l’Impératrice accepte que son fils l’installe officiellement comme concubine dans sa résidence de la deuxième avenue.
Le prince parfumé se méfie de la familiarité des relations entre sa nouvelle épouse et Kaoru.
- Livre 49 Yadorigi (宿木) Sarments de vigne vierge

MARIAGES DU PRINCE PARFUMÉ ET DE KAORU
Le prince parfumé se résigne à épouser la sixième fille de Brume du soir.
Kaoru profite des absences répétées du nouveau marié, pour rendre de fréquentes visites  à sa concubine, laissée seule. Celle-ci de plus en plus embarrassé par ce comportement, et cible des soupçons du prince parfumé décide de trouver un moyen pour l’éloigner.
Elle lui apprend donc l’existence d’une fille du prince Huitième avec une suivante, qu’il n’a jamais reconnue, mais qui serait avec sa famille revenue dernièrement à la capitale et dont la ressemblance avec la sœur aînée décédée, que Kaoru ne peut oublier serait très grande.
Kaoru, un peu à contrecœur, malgré l’honneur qui lui est fait, épouse la princesse seconde, fille de l’Empereur.
La concubine du prince parfumé accouche d'un garçon, réjouissance de la cour impériale.
Au printemps, allant inspecter des travaux à la résidence d’Uji, Kaoru aperçoit la jeune fille dont la concubine du prince parfumé lui a mentionné l’existence Ukifuné, Barque flottante.
- Livre 50 Azumaya (東屋) Le Pavillon

INSTALLATION DE BARQUE-AU-GRÉ-DES-FLOTS
La mère de Barque-au-gré-des flots, remariée à un gouverneur de province, consciente de l’extraction princière de sa fille aînée, la place auprès de sa demi-sœur, la concubine du Prince parfumé.
Celui-ci, incorrigible libertin, tente de séduire la nouvelle venue.
Horrifiée, la mère de Barque-au-gré-des flots, la cache dans une demeure isolée.
Kaoru l’enlève et l’installe dans la résidence à Uji.
- 51 Ukifune (浮舟) Barque au gré des flots

DISPARITION DE BARQUE-AU-GRÉ-DES-FLOTS
Le prince parfumé finit par débusquer Barque-au-gré-des flots et à lier avec elle une liaison.
Kaoru qui a eu vent des allées-venues du prince vers Uji, y fait renforcer la surveillance et projette d’installer la jeune femme à la capitale dans sa résidence qu’il fait préparer.
Le prince parfumé projette alors de venir enlever Barque-au-gré-des flots pour devancer son rival.
La jeune femme, prise entre deux feux, sans savoir à qui accorder sa préférence, ni pouvoir rompre avec aucun d’entre eux, projette de se suicider en se jetant à l’eau, et écrit des lettres d’adieux à sa mère et au prince parfumé.
- 52 Kagerou (蜻蛉) L'Éphémère

DEUIL DE BARQUE-AU-GRÉ-DES-FLOTS
De discrètes funérailles sans dépouille sont organisées pour la jeune femme disparue.
Kaoru s’abîme dans le souvenir des deux demi-sœurs qu’il a passionnément aimées.
Le prince parfumé rumine son chagrin chez lui.
- 53 Tenarai (手習) Exercice d'écriture

ENTRÉE EN RELIGION DE BARQUE-AU-GRÉ-DES-FLOTS
Au retour d’un pèlerinage, un grand prêtre s’arrête à Uji pour soigner sa mère subitement tombée malade.
Un de ses disciples découvre le corps de Barque-au-gré-des-flots, inconsciente mais vivante aux abords de la forêt.
La sœur du prêtre qui avait perdu une fille avant de se faire nonne, s’occupe de soigner Barque-au-gré-des-flots.
Remise, celle-ci, profite de l’absence des nonnes qui étaient opposées à son projet, de se faire imposer la tonsure par le grand prêtre.
Kaoru entend la rumeur d’une jeune fille retrouvée qui pourrait être Barque-au-gré-des-flots, il prend son jeune frère à son service comme page.
- 54 Yume no ukihashi (夢浮橋,) Le Pont flottant des songes

RÉCLUSION DE BARQUE-AU-GRÉ-DES-FLOTS
Kaoru se rend auprès du grand prêtre s’assurer de l’existence de Barque-au-gré-des-flots.
Il envoie à la jeune femme une lettre par l’intermédiaire de son jeune frère, qu’elle refuse de recevoir.
Le garçonnet en est très affecté.

## Traduction française
La première traduction française, due à Kikou Yamata et publiée en 1928 sous le titre Le Roman de Genji, ne reprend que les neuf premiers chapitres du Genji Monogatari. Elle fut réalisée d'après la version anglaise de A. Waley, le texte original ancien et la traduction en japonais moderne d'Akiko Yosano.
- Le Roman de Genji de Mourasaki Shikibou, traduit par Kikou Yamata, 1928, Plon ; réédité en 1952 dans la coll. « Feux croisés », 319 p.

La seule traduction française disponible à ce jour est celle de René Sieffert, en deux parties, « Magnificence » et « Impermanence ». Une nouvelle traduction est en cours, mais devrait prendre plusieurs années, en raison de l'ampleur du travail à accomplir.
- Le Dit du Genji. Magnificence ; Impermanence, Murasaki Shikibu, traduit par René Sieffert, Éditions POF, coll. « Les Œuvres capitales de la littérature japonaise », 1311 p., 1999  (ISBN 2-7169-0262-3) ; réédité en un volume chez Verdier, 1459 p., 2011  (ISBN 978-2-86432-653-3).

Une édition illustrée de cette traduction est disponible, accompagnée de 500 illustrations de la peinture japonaise du XIIe au XVIIe siècle et d'un commentaire iconographique pour chaque illustration. L'édition intitulée Le Dit du Genji de Murasaki-shikibu illustré par la peinture traditionnelle japonaise compte trois volumes, ainsi qu'un livret intitulé À la découverte du Dit du Genji, sous coffret illustré, 1 280 pages, valisette de transport, Éditions Diane de Selliers, 2008  (ISBN 978-2-903656-37-9) ; et une version en plus petite taille  (ISBN 978-2-903656-46-1). Le choix du corpus d'images (genji-e), ainsi que tous les commentaires de cette édition, sont l'œuvre d'Estelle Leggeri-Bauer (d), professeure à l'INALCO.
- Travail collectif des chercheurs du CEJ (Inalco) et du Greja (Paris 7), « Murasaki Shikibu, « Le clos du Paulawnia (traduction) » », Institut national des langues et civilisations orientales,‎ 1er mai 2012 (lire en ligne), traduction du premier chapitre, basée sur l’édition Shinchō Nihon Kotei Shūsei.

## Inspiration dans les arts

### En peinture

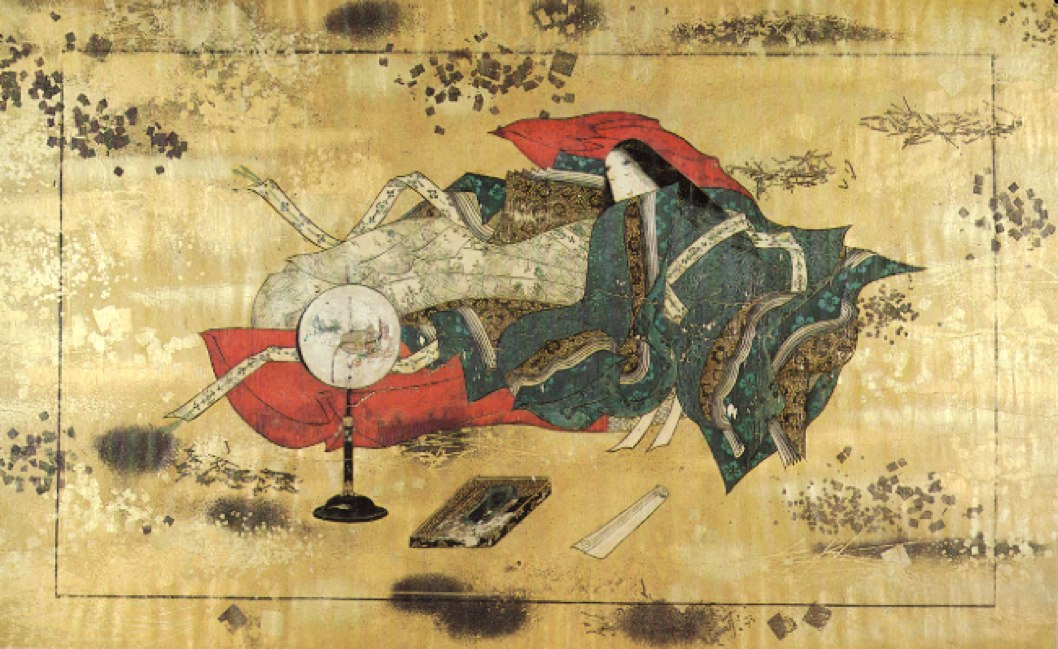
Épisode du Genji-monogatari par Gukei.

Le Dit du Genji a été un thème favori de la peinture japonaise, notamment dans le mouvement du yamato-e à l'époque de Heian, la peinture sur panneaux de l'école Tosa ou des estampes ukiyo-e. Minamoto no Morotoki mentionne déjà des peintures inspirées du Genji en 1119 ; la plus ancienne œuvre conservée reste les Rouleaux illustrés du Dit du Genji (env. 1120-1140), un emaki typique de l'art de la cour de Heian, caractérisé par ses pigments riches apposés sur toute la surface du papier (tsukuri-e) et une atmosphère nostalgique, intimiste, suspendue dans le temps. Plusieurs autres adaptations sur rouleaux, panneaux ou paravents sont mentionnées à l'époque de Kamakura, mais le thème devient réellement classique à l'époque de Muromachi (XIVe – XVe siècles). Ainsi, les figures les plus influentes comme Oda Nobunaga commanditent des peintures du Genji ; de nombreux exemplaires des écoles Tosa et Kanō demeurent de nos jours. Ces peintures sont généralement désignées sous le terme générique de Genji-e (littéralement « peinture de Genji »).
À l'occasion de l'édition d'une version du Dit du Genji illustrée, Diane de Selliers a parcouru le monde pendant sept ans afin de retrouver les œuvres disséminées dans des collections privées, des musées, des temples. Son édition permet au lecteur de s'approprier visuellement ce monde de la cour impériale japonaise et les commentaires des œuvres présentées sont une aide non négligeable à la compréhension de cette œuvre fleuve

### Culture contemporaine
Le Dit du Genji reste un thème populaire au XXe siècle. Plusieurs mangas s'en inspirent, partiellement ou intégralement, comme Asaki yume mishi de Waki Yamato, ou les œuvres homonymes de Miyako Maki, Hōsei Hasegawa ou Tatsuya Egawa.
Au cinéma, Le Roman de Genji (1951) est un film de Kōzaburō Yoshimura qui propose une réinterprétation du thème classique (bunga-eiga, genre cinématographique inspiré par la littérature), mélangeant clairement les cultures médiévales et contemporaines. Dans le monde des animes figure aussi le film d'animation expérimental de Gisaburō Sugii : Le Roman de Genji (1987) ; une autre adaptation de 2009 par le studio TMS Entertainment-Tezuka Productions s'intitule Genji monogatari sennenki, série en onze épisodes,
Au théâtre, certains des chapitres les plus célèbres, comme Yugao ou Suhetsumuhana (« La Fleur de safran »), ont été adaptés par des metteurs en scène contemporains, japonais ou occidentaux.
Le personnage de jeu vidéo Genji d'Overwatch édité par Blizzard est inspiré par ce récit, en effet en plus de partager leur nom, le personnage de jeu vidéo se retrouve dans une lutte concernant la succession à la tête de son clan entre lui et son frère.

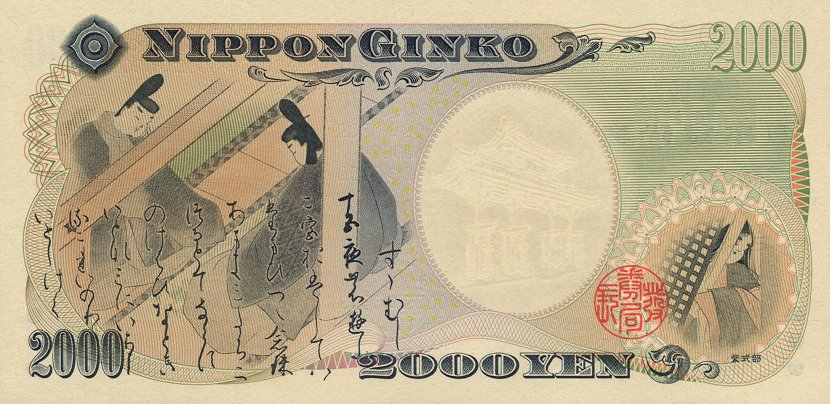
Verso des billets de 2.000 yens.

Le verso des billets de 2.000 yens représente une scène du Dit du Genji et un portrait de Murasaki Shikibu.
Le Dit du Genji est classé n°1 dans les romans les plus importants à avoir lu dans Les Chemins de L'Essentiel de Jacques Attali.

#### Ouvrages
- Le Dit du Genji sur l'Encyclopædia Universalis.
- (en) Richard John Bowring, Murasaki shikibu, The Tale of Genji, Cambridge University Press, 2004, 106 p. (ISBN 978-0-521-53975-3, lire en ligne).
- (en) Miyeko Murase et Mitsuoki Tosa, The Tale of Genji : Legends and Paintings, G. Braziller, 2001, 136 p. (ISBN 978-0-8076-1500-3).
- (en) H. Richard Okada, Figures of Resistance : Language, Poetry, and Narrating in the Tale of Genji and Other Mid-Heian Texts, Duke University Press, 1991, 388 p. (ISBN 978-0-8223-1192-8, lire en ligne).
- (en) William J. Puette, The Tale of Genji : A Reader's Guide, Charles E. Tuttle, 1992, 196 p. (ISBN 978-0-8048-1879-7).
- (en) Haruo Shirane, Envisioning the Tale of Genji : Media, Gender, and Cultural Production, Columbia University Press, 2008, 400 p. (ISBN 978-0-231-14237-3, lire en ligne).
- Shikibu Murasaki, Diane de Selliers, René Sieffert et Estelle Leggeri-Bauer (trad. du japonais), Le Dit du Genji illustré par la peinture traditionnelle japonaise, Paris, Diane de Selliers Éditeur, 2008, 406 p. (ISBN 978-2-903656-46-1, présentation en ligne).

#### Articles
- (en) Doris G. Bargen, « The Search for Things Past in the Genji Monogatari », Harvard Journal of Asiatic Studies, vol. 51, no 1,‎ juin 1991, p. 199–232 (présentation en ligne).
- (en) Tyler Royall, « Rivalry, Triumph, Folly, Revenge: A Plot Line through the Tale of Genji », Journal of Japanese Studies, vol. 29, no 2,‎ 2003, p. 251–287.
- (en) Haruo Shirane, « The Aesthetics of Power: Politics in the Tale of Genji », Harvard Journal of Asiatic Studies, vol. 45, no 2,‎ 2003, p. 615–647 (présentation en ligne).
- Sumie Terada et Kenji Matsui (trad. Catherine Garnier), « Le Genji monogatari : un roman en wabun », Institut national des langues et civilisations orientales,‎ 2011 (lire en ligne).
- Travail collectif des chercheurs du CEJ (Inalco) et du Greja (Paris 7), « Murasaki Shikibu, Le Clos du Paulawnia (traduction) », Institut national des langues et civilisations orientales,‎ 1er mai 2012 (lire en ligne).

### Radio
- « Le Dit du Genji : quel est le premier roman de l’histoire (selon Google) ? », podcast, Sans oser le demander, sur France Culture, 2023.